# Saduria sibirica
Saduria sibirica là một loài chân đều trong họ Chaetiliidae. Loài này được Birula miêu tả khoa học năm 1896.